# F.C. Hound Dogs
F.C. Hound Dogs – gibraltarski klub piłkarski z siedzibą w mieście Gibraltar, stolicy kraju, grający od sezonu 2025/26 w Gibraltar Football League.

## Historia
Chronologia nazw:
- 2012: F.C. Hound Dogs

Klub piłkarski Hound Dogs został założony w miejscowości Gibraltar latem 2012 roku przez Chrisa Gomeza, Carla Bradforda, Davida Bradforda i Ercana Mehmeta. W sezonie 2013/14 do sztabu szkoleniowego dołączył Tyrone Smith, który przez wiele lat trenował młodzieżową piłkę nożną razem z Chrisem. Zdecydowana większość zawodników klubu była związana z Chrisem i Tyrone'em w Lions Gibraltar F.C., a później w SJ Corinthians, gdzie grali u boku Ercana w sezonie 2011/12 i zdobyli bezcenne doświadczenie grając w Gibraltar Premier Division. Kiedy SJ Corinthians został rozwiązany pod koniec sezonu 2011/2012, młodzi zawodnicy nie mieli już klubu, w którym mogliby grać, i w rezultacie zasilili skład Hound Dogs. W debiutowym sezonie 2012/13 zespół zajął 4.miejsce w Second Division (D2). W kolejnych sezonach zajmował już niższe miejsca w tabeli. Klub zapewnił jednak młodym zawodnikom możliwość przejścia do większych klubów. Współzałożyciel Ercan „Urge” Mehmet opuścił klub w 2017 roku, a w czerwcu tego samego roku rozegrał mecz reprezentacyjny.
Jednak wyniki i finanse nadal pozostawały w tyle za resztą stawki, a w 2019 roku klub wycofał się z nowo utworzonej Gibraltar National League, uzyskując specjalne pozwolenie na grę w Gibraltar Intermediate League (D3) wraz z drużynami U23 z innych klubów z Gibraltaru. Po sześciu latach gry w Intermediate League, Hound Dogs oficjalnie dołączył do Gibraltar Football League, po uzyskaniu Srebrnej Licencji na sezon 2025/26 w najwyższej lidze.

## Barwy klubowe, strój, herb, hymn
|  |  |

Klub ma barwy zielono-czarne. Piłkarze domowe spotkania zazwyczaj grają w zielonych koszulkach z cienkimi białymi poziomymi pasami, zielonych spodenkach oraz zielonych getrach.

## Sukcesy

### Trofea międzynarodowe
Do chwili obecnej klub jeszcze nigdy nie zakwalifikował się do rozgrywek europejskich.

### Trofea krajowe
| \| \| Zdobyte trofea w rozgrywkach Gibraltaru (stan na: 31-05-2025) \| |                                                               |      |          |
| Rozgrywki                                                              | Osiągnięcie                                                   | Razy | Sezon(y) |
| · Mistrzostwo                                                          | I miejsce                                                     | 0    |          |
| · Mistrzostwo                                                          | II miejsce                                                    | 0    |          |
| · Mistrzostwo                                                          | III miejsce                                                   | 0    |          |
| Puchar                                                                 | zdobywca                                                      | 0    |          |
| Puchar                                                                 | finalista                                                     | 0    |          |
| Puchar                                                                 | ćwierćfinalista                                               | 1    | 2024/25  |
| II liga                                                                | I miejsce                                                     | 0    |          |
| II liga                                                                | II miejsce                                                    | 0    |          |
| II liga                                                                | III miejsce                                                   | 0    |          |
| II liga                                                                | 4.miejsce                                                     | 1    | 2012/13  |
| Gibraltar                                                              | Zdobyte trofea w rozgrywkach Gibraltaru (stan na: 31-05-2025) |      |          |

## Poszczególne sezony

### Rozgrywki międzynarodowe

#### Europejskie puchary
Nie uczestniczył w rozgrywkach europejskich.

### Rozgrywki krajowe
| \| Gibraltar \| Bilans występów klubu w rozgrywkach piłkarskich Gibraltaru (Stan na 31 maja 2025 r.) \| \| |                                                                                      |        |       |   |   |   |    |    |     |           |        |        |      |
| Poziom | Rozgrywki                                                                            | Sezony | Mecze | Z | R | P | B+ | B– | Pkt | Lata      | Awanse | Spadki | Naj. |
| I | National League / Football League                                                    | 0      |       |   |   |   |    |    |     | od 2025   | 0      | 0      | ?    |
| II | Second Division                                                                      | 7      |       |   |   |   |    |    |     | 2012–2019 | 0      | 1      | 4    |
| III | Intermediate League                                                                  | 6      |       |   |   |   |    |    |     | 2019–2025 | 1      | 0      | 9    |
| | Puchar Gibraltaru                                                                    |        |       |   |   |   |    |    |     | od 2012   |        |        | 1/4  |
| Gibraltar                                                                                                  | Bilans występów klubu w rozgrywkach piłkarskich Gibraltaru (Stan na 31 maja 2025 r.) |        |       |   |   |   |    |    |     |           |        |        |      |

## Piłkarze, trenerzy, prezydenci i właściciele klubu

### Piłkarze

#### Aktualny skład zespołu
Stan na 1 lipca 2025.
| Nr | Poz. | Piłkarz             |
| -- | ---- | ------------------- |
| 4  | OB   | Chris Parkinson     |
| 31 | BR   | Zack Zammit         |
|    | BR   | Jesse Gonzalez      |
|    | BR   | Dean Penfold        |
|    | OB   | James Chiles-Cowell |
|    | OB   | Karim Piñero        |

| Nr | Poz. | Piłkarz              |
| -- | ---- | -------------------- |
|    | OB   | Mohammed Sajad       |
|    | PO   | Simon-Antoine Aoudou |
|    | PO   | Fede Canteros        |
|    | PO   | Jesse Clinton        |
|    | PO   | Charlie Hardiman     |
|    | NA   | Edvinas Valatka      |

### Trenerzy
- Chris Gomez (2012–2025)
- Ryan McCarthy (od 2025)

## Struktura klubu

### Stadion
Klub piłkarski rozgrywa swoje mecze domowe w Gibraltarze na Victoria Stadium, który może pomieścić 2 249 widzów.

## Kibice i rywalizacja z innymi klubami

### Derby
- Europa Point F.C.
- Manchester 62 F.C.
- College 1975 F.C.